# Franco Magri
Franco Magri (Monza, 1º settembre 1923 – ...) è stato un calciatore italiano, di ruolo centrocampista.

## Carriera
Debutta in Serie C nel 1942 con il Seregno; nel dopoguerra, dopo aver disputato con i lombardi il campionato misto di Serie B-C Alta Italia 1945-1946, debutta in Serie B l'anno successivo.
Disputa tre campionati di Serie B prima della retrocessione in Serie C avvenuta nel 1949; nel 1949-1950 sempre con il Seregno vince il campionato di Serie C e ritorna tra i cadetti per un altro anno, prima della nuova retrocessione in terza serie. Conta in totale 87 presenze e 2 gol in Serie B.

## Palmarès

### Club

#### Competizioni nazionali
- Serie C: 1

Seregno: 1949-1950

#### Competizioni regionali
- Promozione: 1

Pro Sesto: 1952-1953